# 李向哲
李向哲（1992年11月2日—），中国内地流行歌手、影视演员，出生于广西南宁。2014年成为偶像男团COSMOS一期练习生；2017年随团出道，并加盟优酷视频综艺节目《超次元偶像》。2018年3月，出演网络剧《浪花男神》；同年10月，以男低音演唱成员身份参加湖南卫视美声偶像男团竞演养成类真人秀节目《声入人心》第一季。2019年5月，出席凤凰网“美丽童行”天使宝贝慈善晚宴。

## 影视作品

### 電視劇
| 首播年份 | 剧名         | 角色   | 备注   |
| -------- | ------------ | ------ | ------ |
| 2016年   | 刀剑缭乱     | 湛卢   | 網絡劇 |
| 2019年   | 竹马钢琴师   | 朱晓鹏 | 網絡劇 |
| 2020年   | 手心世界     |        | 網絡劇 |
| 2020年   | 你听起來很甜 | 謝非   | 網路劇 |
| 2020年   | 浪花男神     | 安希达 | 網絡劇 |

### 電影
| 首映年份 | 剧名       | 角色   | 备注     |
| -------- | ---------- | ------ | -------- |
| 2016年   | 暗影特工局 | 麻元彰 | 網絡電影 |